# Rooms-katholieke toeristenkerk Sint-Catharina
De rooms-katholieke toeristenkerk Sint-Catharina is een openluchtkerk voor vakantiegangers, gelegen aan de Bosweg 50 in Zoutelande in de Nederlandse provincie Zeeland. Het is de eerste kerk in haar soort, gebouwd in 1959. Zoutelande kent nog een tweede, oudere Catharinakerk: de Nederlandse Hervormde Catharinakerk uit 1276 aan het Willibrordusplein.

## Geschiedenis
Vanaf de Eerste Wereldoorlog begon het badtoerisme in het zuidwesten van Walcheren tot ontwikkeling te komen. Na de Tweede Wereldoorlog groeide het toerisme sterk door maatschappelijke veranderingen zoals de toenemende welvaart, emancipatie van de arbeidersklasse en betere vervoersmogelijkheden. Dit betekende ook de komst van grote groepen katholieke vakantiegangers, met name uit Noord-Brabant, Limburg, Vlaanderen en Duitsland naar Walcheren. In het protestantse Zeeland waren echter nauwelijks katholieke kerken voorhanden zodat deze vakantiegangers de zondagse Mis niet konden bijwonen. Al in 1947 kaartte het bestuur van de parochie in Middelburg dit probleem aan bij het bisdom Haarlem, waar Zeeland destijds onder viel. Er werd door de bisschop een fonds opgericht en een plan gemaakt tot bouw van een aantal strandkerken. Voor de bouw van een kerk in Zoutelande reserveerde het bisdom een bedrag van f 60.000.

### Een lange weg
Vanaf 1948 werd geïmproviseerd met het houden van missen in een tent op het strand bij Zoutelande, waar soms duizenden gelovigen aan deelnamen.
Om verschillende redenen zou het nog een heel decennium duren alvorens er een kerk verrees. Zo had men te maken met weerspannigheid van de plaatselijke SGP. De partij was niet gecharmeerd van de bouw van katholieke kerken op Walcheren en wierp daarom een aantal ambtelijke barrières op. Uiteindelijk was tussenkomst van de gedeputeerde staten nodig om de gemeenteraad akkoord te laten gaan.
Onder leiding van bouwpastoor H. Snel en architect C.M. van Moorsel ontstond in 1951 een bouwplan. Om de kosten te drukken, maar ook om aan te sluiten bij de vakantiebeleving van de toerist werd gekozen voor een openluchtkerk. Het ontwerp werd in eerste instantie afgekeurd door de bisschoppelijke bouwcommissie in Haarlem. Na overleg met de parochie en de architect werd uiteindelijk begin 1955 goedkeuring verkregen. In 1957 werd vervolgens een stuk grond aan de Bosweg aangekocht, nadat een eerder aangekocht grondstuk te klein bleek. Omdat de parochie van Middelburg sinds de bisschoppelijke herschikking van 1956 onder Breda viel, moesten de plannen in het bisdom Breda opnieuw ter goedkeuring worden aangeboden. Dit gaf weinig problemen zodat in april 1958 ook deze toestemming werd verkregen. Na enkele formaliteiten in de gemeente, kon de bouw eindelijk aanvangen.

### Bouw
De bouwtijd bedroeg slechts enkele maanden: op 2 juni 1958 begon de bouw en op 6 november werd het werk al opgeleverd door aannemer J.M. Goedemond. Bouwpastoor Snel typeerde het resultaat destijds als volgt: "Van buiten is het net een oosters fort, en van binnen lijkt het op een karavanserai".
De kerk werd op 7 juni 1959, in aanwezigheid van 1200 kerkgangers, ingezegend door de bisschop van Breda, Joseph Baeten. Zij werd daarbij gewijd aan Sint-Catharina, de oude patroonheilige van Zoutelande.

## Gebouw

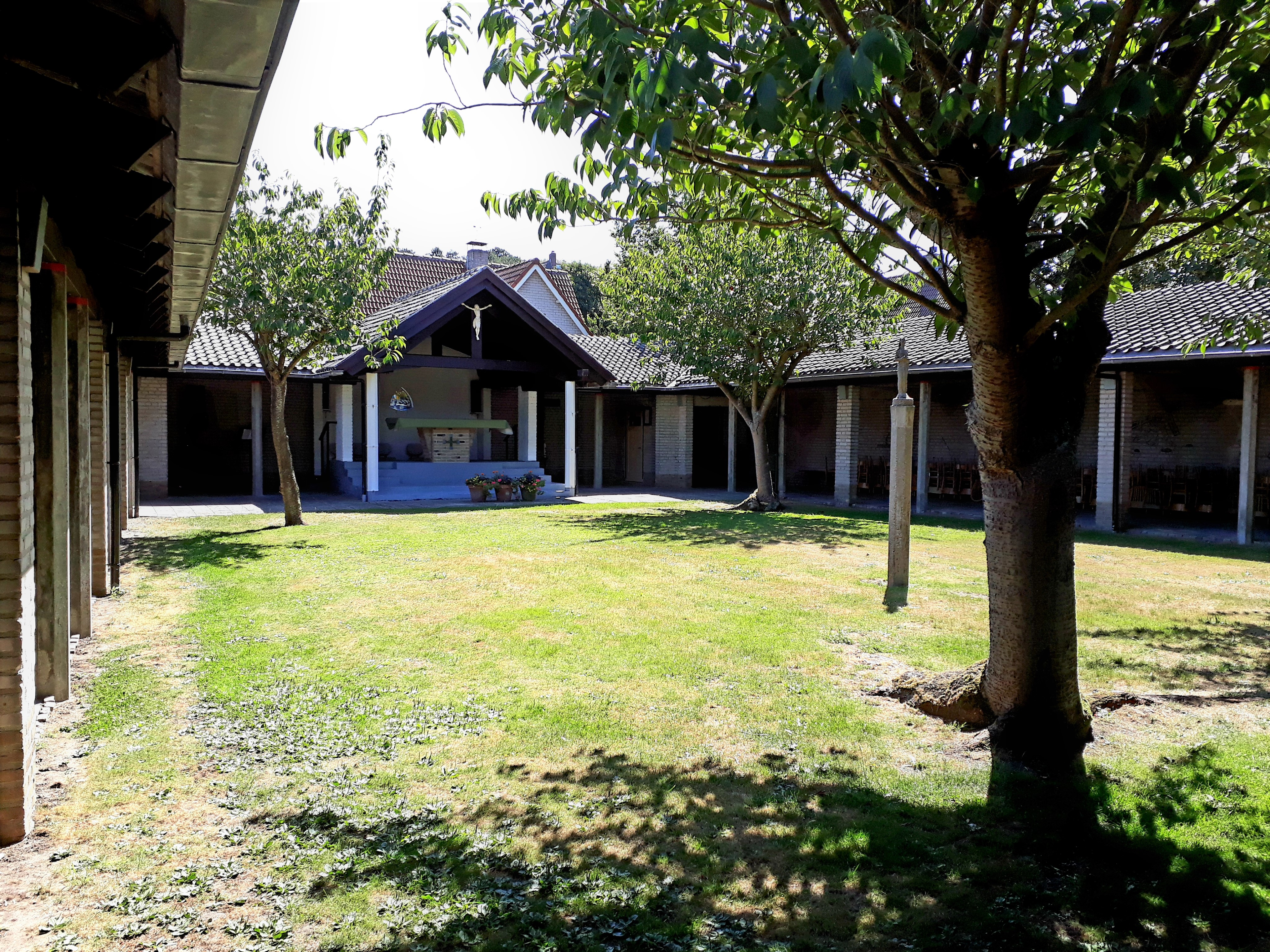
Het atrium van de R.K. toeristenkerk Sint-Catharina in Zoutelande.

De kerk is gebouwd in traditionalistische stijl naar ontwerp van architect C.M. van Moorsel. Het bestaat uit een trapeziumvormig, open atrium omgeven door een galerij. Deze topologie was nieuw voor Nederland. Van Moorsel liet zich daarbij inspireren door de Dominicanenkerk in Het Zoute in België van de hand van Josef Stübben. Die kerk heeft een vergelijkbare binnenplaats omgeven door een kruisgang.
De hoofdbouw is verbonden met enkele bijgebouwen waarin zich de sacristie, een kleedruimte en toiletruimtes bevinden. De centrale entree heeft een opengewerkte topgevel met luidklok. Het atrium is met gras ingezaaid en is met (oorspronkelijk acht) meidoorns beplant. De capaciteit is ongeveer 1200 staan- en zitplaatsen. De voorgevel is iets breder (24 m) dan de achtergevel (20 m) waardoor het grondplan enigszins een trapeziumvorm heeft.
De buitenmuren zijn uitgevoerd in baksteen en de binnenmuren in het lichtere kalkzandsteen. De drieëneenhalve meter brede galerij heeft een naar binnen aflopend lessenaarsdak dat wordt gedragen door betonnen palen. Het altaar is overdekt met een zadeldak.
De aankleding van de kerk is sober. Op binnenmuren van de kruisgang zijn de kruiswegstaties geschilderd in zwarte verf. Op een hoge sokkel in het gazon staat een beeldje van de patrones van de kerk, de Heilige Catharina van Alexandrië. Achter het altaar is een klein glas-in-loodraam aangebracht. In de westelijke muur, links van het altaar is een nis aangebracht met daarin een Mariabeeld dat dienst doet als Mariakapel.

## Gebruik
In het toeristenseizoen (van Pinksteren tot half september) wordt elke zondag een eucharistieviering gehouden. De missen vinden plaats in de open lucht, waarbij kerkgangers plaatsnemen op stoelen op het gazon. Bij slecht weer kan men schuilen onder de galerij. Vanwege de vele Duitse toeristen worden de missen zowel in het Duits als het Nederlands gelezen. Buiten het toeristenseizoen is er een paasmis, en sinds 2017 ook voor het eerst een kerstviering.
In de vieringen wordt al sinds 1964 voorgegaan door paters van de H.H. Harten uit Bavel. In de eerste jaren werden de missen verzorgd door pater J. van Berkel; vanaf 1966, 42 jaar lang, gebeurde dit door pater M. Rameckers en sinds 2009 door pater J. van Oers.